# سنکوپ
سنکوپ (به فرانسوی: Syncope) که در زبان عامه کوپ کردن نیز نامیده می‌شود، از دست رفتن هوشیاری برای مدت زمانی نه چندان طولانی است که در آن شخص وضعیت بدنی (پوستورال تُن postural tone) خود را از دست می‌دهد (غش می‌کند). سنکوپ حالتی ملایم‌تر از شوک است و علت بروز این حالت کاهش جریان خون به تمام بخش‌های مغز است که معمولاً از فشار خون پایین ناشی می شود. در برخی موارد علائم پرودرومال پیش از دست دادن هوشیاری رخ می‌دهد. این علائم ممکن است شامل سرگیجه خفیف، عرق‌کردن، رنگ پریدگی، تاری دید، تهوع، استفراغ، و احساس گر گرفتگی در میان سایر افراد باشد. همچنین ممکن است که سنکوپ با یک دوره کوتاه اسپاسم عضلانی همراه باشد. اگر فرد به‌طور کامل آگاهی و توان عضلانی خود را از دست ندهد به چنین حالتی پیش‌سنکوپ گفته می‌شود. توصیه می‌شود که پیش سنکوپ نیز همانند سنکوپ مورد درمان قرار گیرد

## علت
سنکوپ علل متفاوتی دارد که می‌تواند از علل نه چندان جدی شروع شده -و به علل بالقوه کشنده ختم شود. برای بروز چنین حالتی سه علت عمده وجود دارد: علل قلبی یا عروقی، رفلکسی که همچنین تحت عنوان علل مربوط به عصبی نیز شناخته می‌شود و افت فشار خون وضعیتی. مشکلات مربوط به قلب و عروق علت بروز حدوداً ۱۰٪ از سنکوپ‌ها و به‌طور معمول خطرناکترین آن‌ها است؛ این در حالی است که مشکلات عصبی رایج‌ترین علت بروز این مسئله است.  علل مربوط به قلب ممکن است شامل موارد زیر باشد ریتم غیرطبیعی قلب، مشکلات مربوط به دریچه‌های قلب یا ماهیچه‌های قلب و انسداد عروق خونی ناشی از آمبولی ریوی یا دیسکسیون آئورت. سنکوپ‌های با واسطه عصبی هنگامی رخ می‌دهد که عروق خونی گسترش می‌یابد و فشار خون به‌طور نامناسب کاهش می‌یابد. این امر ممکن است در اثر وقوع یک رویداد محرک مانند قرار گرفتن در معرض خون، درد یا احساسات شدید یا در اثر انجام فعالیتی خاص مانند دفع ادرار، استفراغ، یا سرفه رخ دهد. این نوع سنکوپ همچنین ممکن است هنگامی رخ دهد که نقطه‌ای در گردن به نام سینوس کاروتید تحت فشار قرار گیرد. آخرین نوع سنکوپ به علت افت فشار خون ناشی از سرپا ایستادن رخ می‌دهد. اکثر اوقات علت بروز چنین حالتی استفاده از دارو توسط فرد است، اما ممکن است دلیل آن مربوط به کم شدن آب بدن، خون ریزی زیاد یا عفونت باشد.

## تشخیص و درمان
بررسی سابقه پزشکی، معاینات بالینی و نوار قلب (ECG) موثرترین راه‌های تشخیص علت بروز این وضعیت است. ECG راهی مناسب برای تشخیص ریتم غیرطبیعی قلب، جریان خون ضعیف به عضله قلب، و سایر مشکلات الکتریکی مانند سندرم کیوتی و بروگادا است. در مواردی که علت بروز این شرایط قلب است نیز غالباً سابقه کمی از مرحله پیش‌درآمد وجود دارد. فشار خون پایین و ضربان قلب بالا پس از این اتفاق می‌تواند نشان دهنده از دست دادن خون یا آب بدن باشد و این در حالی است که ممکن است سطح پایین اکسیژن خون در افرادی که دچار آمبولی ریوی هستند پس از این اتفاق بروز کند. آزمایش‌های خاص تری مانند حلقه ضبط‌کننده کاشتنی، تست تیلت یا رفلکس سینوس کاروتید ممکن است در موارد نامشخصی مفید باشد. سی‌تی اسکن به جز در شرایط خاص، به‌طور معمول نیاز به انجام (CT) نیست.  سایر علل بروز علائم مشابه که باید در نظر گرفته شود عبارتند از تشنج، سکته مغزی، اکسیژن خون پایین، قند خون پایین، مسمومیت با مواد مخدر و برخی اختلالات روانی دیگر. درمان، بستگی به علت زمینه‌ای دارد. افرادی که پس از انجام بررسی به عنوان افرادی با ریسک بالا تشخیص داده شوند، ممکن است برای انجام نظارت بر قلب به بیمارستان منتقل شوند.
در مورد افرادی که دچار سنکوپ شده‌اند، علاوه بر مراجعه به پزشکان حاذق جهت تشخیص و درمان سریع و صحیح توصیه‌های زیر قابل ذکر می‌باشد: (بویژه افرادی که دچار سنکوپ در اثر استرس و هیجانات عاطفی می‌شوند)
- از الکل و داروهایی که باعث افت شدید فشار خون می‌شوند دوری کنید.
- از کم‌آب شدن بدن خود دوری کنید.
- در صورتی که احساس کردید حمله سنکوپ قریب‌الوقوع است، سریعاً بنشینید یا دراز بکشید و مقدار زیادی آب بنوشید (مثلاً ۵۰۰ سی سی آب)
- قبل از اقدام به مواردی که احتمال سنکوپ دارد (مثل گرفتن نمونه خون و…) مقدار زیادی آب بنوشید.
- در صورت احساس نزدیک بودن سنکوپ در اثر افت فشار خون، دستها را مشت کنید و عضلات را منقبض نمایید.
- از ورود در شرایطی که باعث بروز سنکوپ می‌شود (فعالیت‌های شدید، ایستادن طولانی مدت، دوش آب داغ و…) پرهیز کنید.
- حتی‌المقدور از استرس و هیجانات روحی دوری نمایید.[۲]

سنکوپ در صورتی که به موقع و صحیح تشخیص داده شود، خوش خیم است.

## همه‌گیرشناسی و پیش‌آگاهی
هر ساله حدود ۳ تا ۶ نفر از هر هزار نفر به سنکوپ مبتلا می‌شوند. سنکوپ در میان افراد مسن و خانم‌ها رایج تر است. همچنین یک تا سه درصد از مراجعات به بخش اورژانس و متعاقباً بستری شدن در بیمارستان به علت سنکوپ است بیش از نیمی از خانم‌های بالای سن ۸۰ و یک سوم دانشجویان پزشکی، حداقل یک بار در طول زندگی خود به این حالت دچار شده‌اند. ۴٪ از کل افرادی که دچار سنکوپ می‌شوند، پس از ۳۰ روز می‌میرند. خطر بروز نتایج نا مساعد تا حد زیادی بستگی به علت زمینه‌ای دارد.